# Granite Shoals
Granite Shoals é uma cidade localizada no estado norte-americano do Texas, no Condado de Burnet.

## Demografia
Segundo o censo norte-americano de 2000, a sua população era de 2040 habitantes.
Em 2006, foi estimada uma população de 2742, um aumento de 702 (34.4%).

## Geografia
De acordo com o United States Census Bureau tem uma área de
8,4 km², dos quais 6,4 km² cobertos por terra e 2,0 km² cobertos por água.

## Localidades na vizinhança
O diagrama seguinte representa as localidades num raio de 12 km ao redor de Granite Shoals.